# Конюшина пухирчаста
Конюшина пухирчаста (Trifolium vesiculosum) — вид рослин з родини бобові (Fabaceae), поширений у південній частині Європи й у західній Туреччині.

## Опис
Чашечка з 20–30 жилками, голою трубкою, при плодах рівномірно здувається; віночок блідо-рожевий або пурпуровий. Однорічна рослина. Стебла 15–60 см заввишки, жорсткі, кутасті, прості чи розгалужені, висхідні чи прямостійні. Насіння від довгасто еліпсоїдного до асиметрично серцеподібного, трохи плоскувате, 1.5–1.7 × 1.2–1.3 мм; поверхня тьмяна чи злегка блискуча, оранжева, червонувато-коричнева.

## Поширення
Поширений у південній частині Європи й у західній Туреччині.
В Україні вид зростає на сухих трав'янистих схилах — у південно-західній частині Степу (Одеська обл., міста Пилково, Одеса), дуже рідко.

## Використання
На природних диких популяціях пасуться дикі й одомашнені види тварин. Є потенційним донором генів для культивованих форм, які використовуються як кормові культури.

## Загрози й охорона
Найбільшою в Європі загрозою є надмірний випас, але оскільки вид досить поширений, це навряд чи загрожує йому в цілому.
Вид, імовірно, пасивно зберігається у багатьох заповідних зонах у всьому його ареалі, але оскільки в цих місцях не ведеться активне відстеження виду, він може зазнавати втрат популяції з часом від таких факторів, як кліматичні зміни.

## Галерея

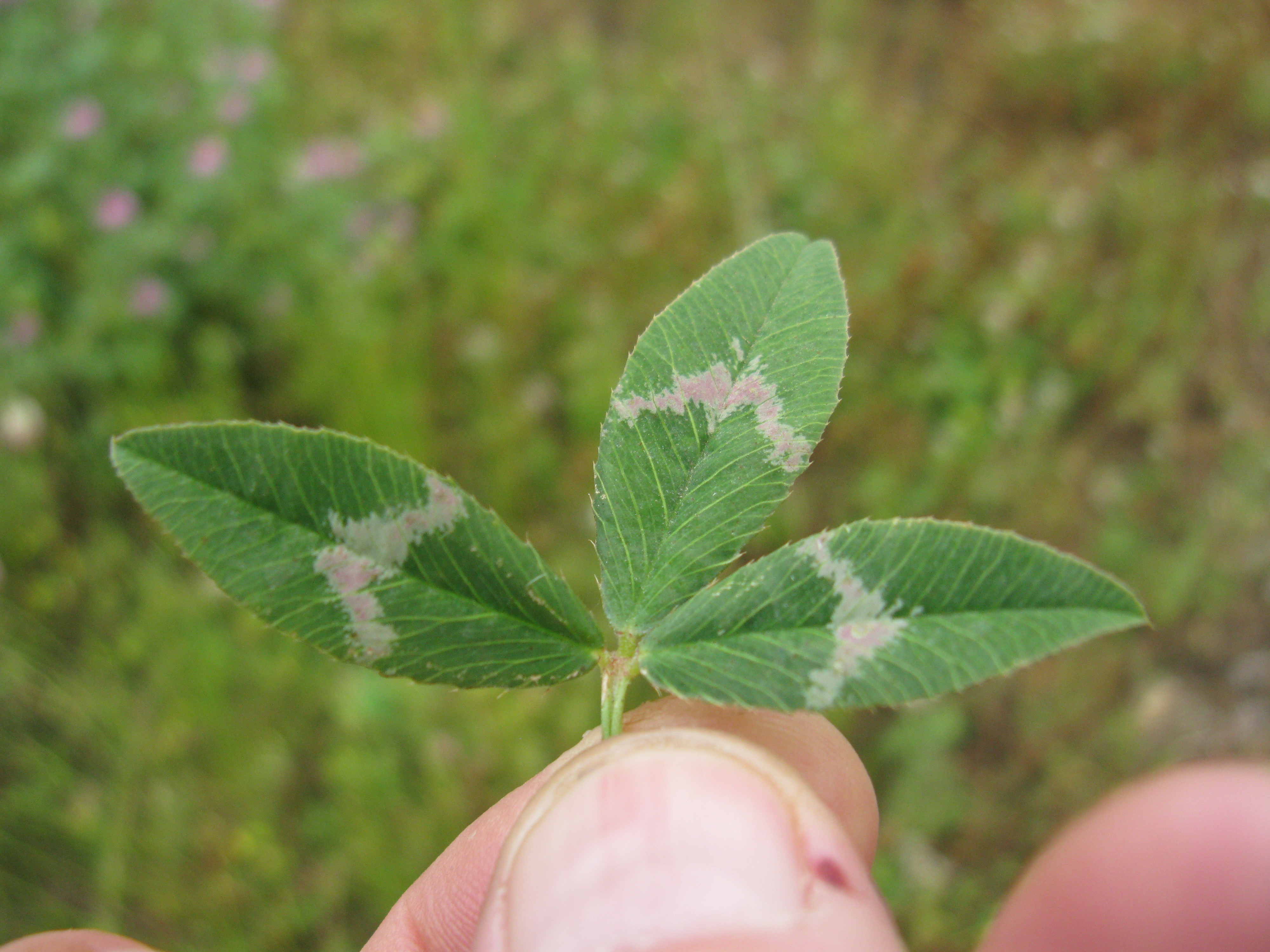
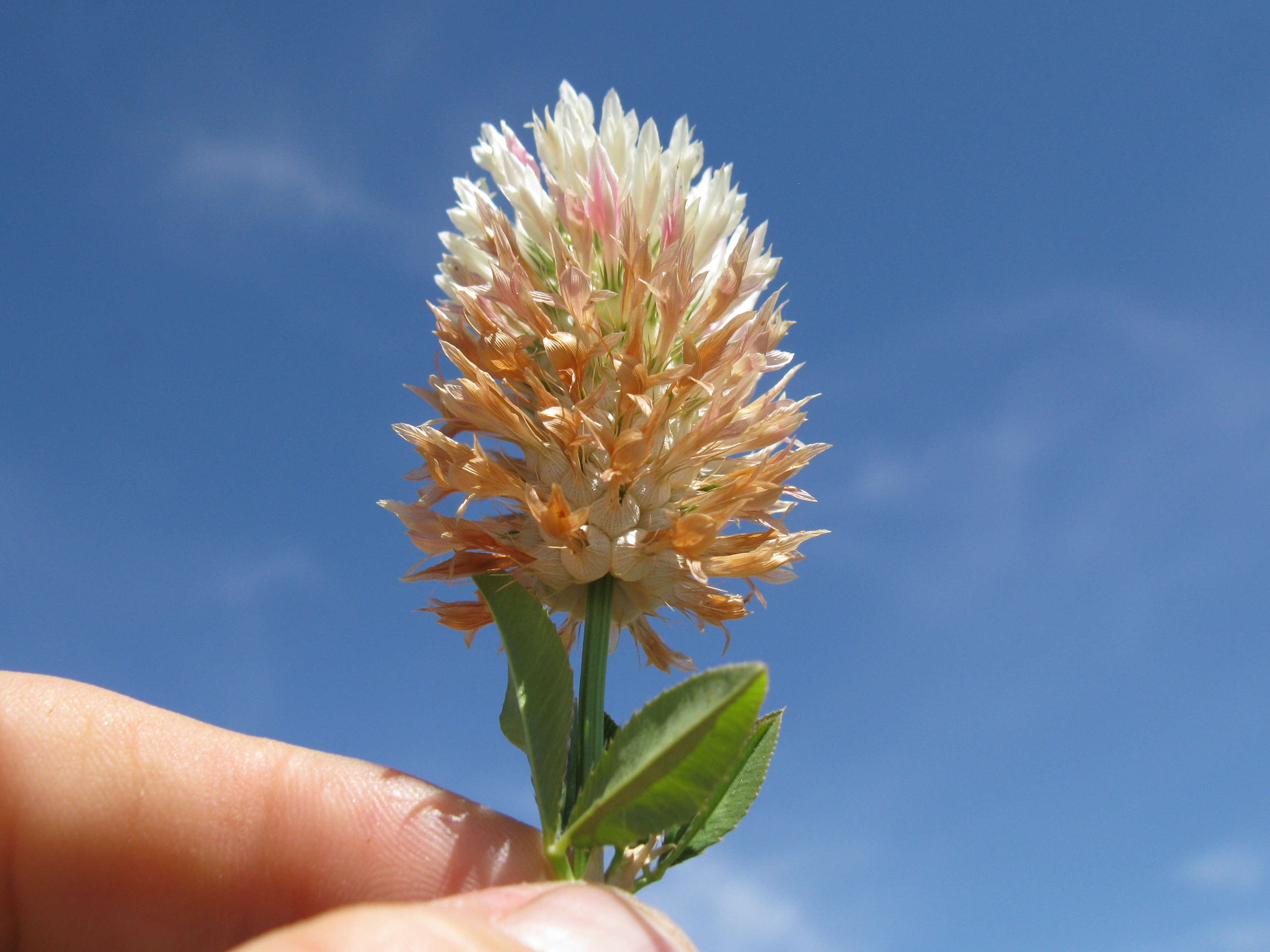
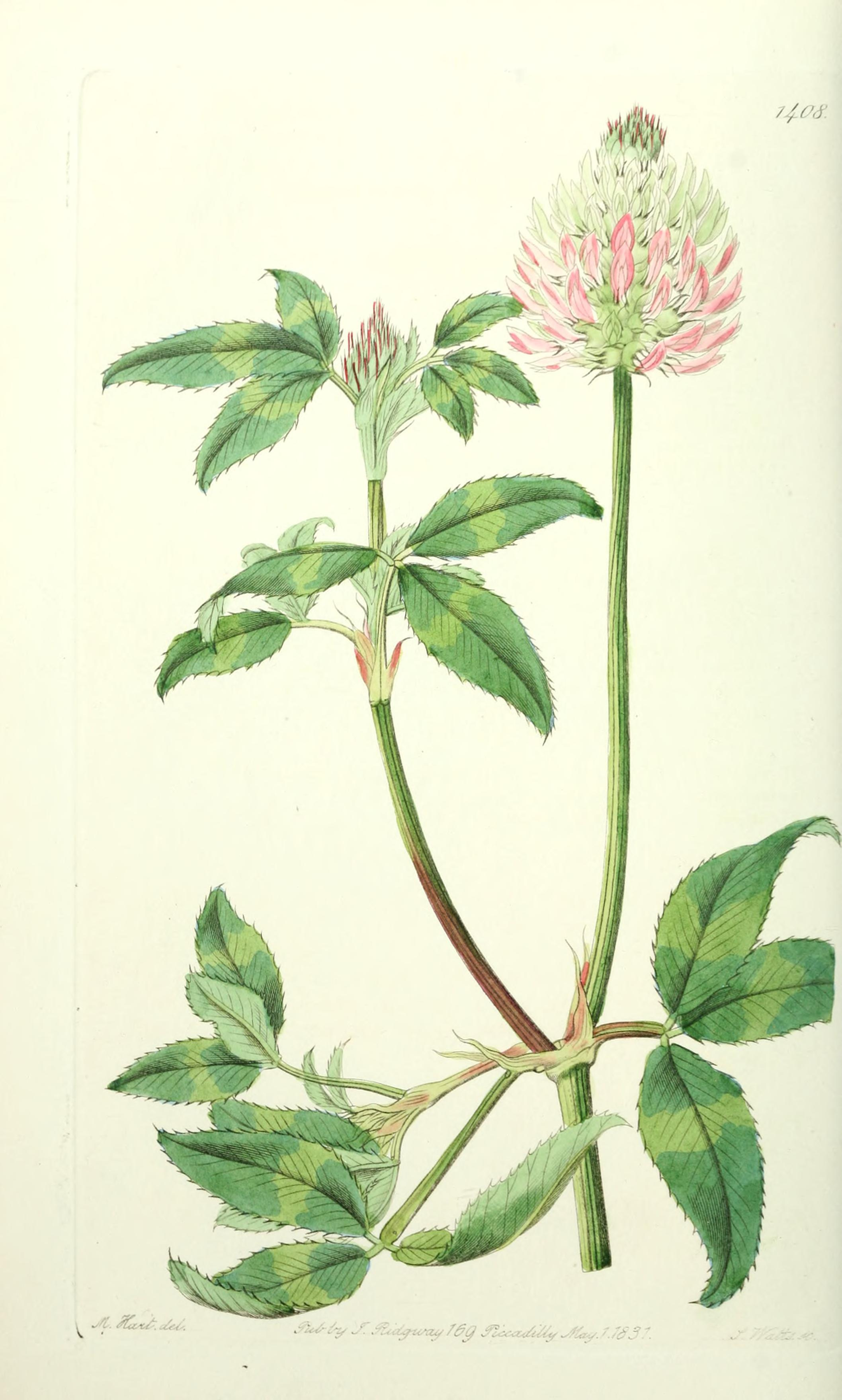